# Ferdinand Gatzweiler
Ferdinand „Ferdi“ Gatzweiler (* 2. Juni 1955 in Stolberg (Rhld.)) ist ein deutscher Kommunalpolitiker der SPD. Von 2004 bis 2014 war er hauptamtlicher Bürgermeister der Stadt Stolberg (Rhld.).

## Biographie
Gatzweiler wurde als das zweite von drei Kindern geboren. Nach dem Besuch der Volksschule Grüntalstraße ging er auf das Goethe-Gymnasium. Nach dem Abschluss der Klasse 11 begann er 1973 eine Verwaltungslehre bei der Stadt Stolberg. 1978 wurde er Abteilungsleiter und 1987, zwischenzeitlich zum Diplom-Verwaltungswirt (FH) ausgebildet, stellvertretender Leiter des Amtes für Sport, Schulverwaltung und Kultur, dessen Leiter er 1993 wurde. 2001 übernahm er das Jugendamt.
Nach dem Ergebnis der Kommunalwahl am 26. September 2004, bei der er erstmals antrat, war eine Stichwahl zwischen dem bisherigen Amtsinhaber Hans-Josef Siebertz (CDU) (38,9 %) und Ferdinand Gatzweiler (41,9 %) erforderlich. Bei der Stichwahl am 10. Oktober 2004 wurde Gatzweiler mit 58,7 % zum Bürgermeister gewählt.
Bei der Kommunalwahl vom 30. August 2009, wurde er mit 47,7 % klar im Amt bestätigt. Sein stärkster Herausforderer, Paul M. Kirch von der CDU, kam lediglich auf 38,2 %.
Er war im Wahlkampf auch der Kandidat des dortigen Ortsverbandes von Bündnis 90/Die Grünen, die, im Gegensatz zu allen anderen Parteien, keinen eigenen Bürgermeisterkandidaten aufgestellt hatten.
Bei seiner zweiten Kandidatur zur Wiederwahl im Mai 2014 scheiterte Gatzweiler hingegen mit 29 % deutlich gegen seinen Herausforderer Tim Grüttemeier (CDU), der mit 51,8 % im ersten Wahlgang zum neuen Bürgermeister der Stadt Stolberg gewählt wurde.
Gatzweiler ist seit 1982 mit Brigitte Gatzweiler verheiratet, mit der er einen Sohn hat.